# Gornja Višnjica (Bośnia i Hercegowina)
Gornja Višnjica – wieś w Bośni i Hercegowinie, w Federacji Bośni i Hercegowiny, w kantonie zenicko-dobojskim, w mieście Zenica. W 2013 roku liczyła 217 mieszkańców, z czego większość stanowili Boszniacy.